# Birgit Nyhed
Birgit Evelyn Nyhed, före 1941 Lundström, född 30 september 1911 i Vallkärra församling, Malmöhus län, död 4 maj 2007 i Lidingö församling, Stockholms län, var en svensk friidrottare (kastgrenar).
Nyhed tävlade för Malmö AI. Hon utsågs år 1948 retroaktivt till Stor grabb/tjej nummer 132.
Nyhed deltog vid de olympiska spelen i Berlin år 1936 och kom då femma i diskus. 
1938 deltog hon vid EM i friidrott (det första där damtävlingar var tillåtna även om herrtävlingen var separat) 17 september–18 september i Wien. Hon kom på 4.e plats i diskus.
Birgit Nyhed deltog i SM under åren 1934 till 1944 och tog då totalt 18 medaljer av olika valörer i de fyra kastgrenar som fanns:
- kulstötning 1 guld, 1 silver, 2 brons
- diskuskastning 7 guld
- spjutkastning 1 guld
- slungbollskastning 1 guld, 2 silver, 3 brons

Hon är begravd på Lidingö kyrkogård.